# Collège Longchamp
Pour les articles homonymes, voir Longchamp.
Initialement construit pour accueillir les sœurs du Sacré-Cœur, le futur collège Longchamp, situé au 23, rue Jean-de-Bernardy, à Marseille, est devenu en 1906 un lycée de jeunes filles, à la suite de la suppression de l'enseignement confessionnel.
Ce n'est que durant les années 1980 qu'il prit son statut actuel de collège.
Ses locaux connurent plusieurs vies, ainsi que les affres des deux guerres mondiales.

## Histoire

### Le temps du lycée: 1906-1981
Après avoir été une maison congréganiste en 1899, il devint le deuxième lycée de jeunes filles ouvert à Marseille, pour répondre à une demande croissante au début du XXe siècle (succédant ainsi au lycée Montgrand).
Pour sa première rentrée, en octobre 1906, le lycée Longchamp regroupait 243 élèves : 146 pour le primaire et 91 pour le secondaire (car à l'époque les lycées ne se limitaient pas aux seules études secondaires).
Pendant la Première Guerre mondiale, il fut occupé par la Croix-Rouge qui transforma une partie de ses locaux en hôpital, les cours ayant eu lieu dans d'autres salles du lycée et d'autres bâtiments du boulevard Longchamp. Ce pôle de santé complémentaire se maintiendra jusqu'en novembre 1916.
La première guerre terminée, la croissance du lycée s'accéléra, de sorte qu'initialement prévu pour accueillir 500 élèves, celui-ci avait atteint sa capacité maximale. Dès juillet 1920, des projets d'agrandissement de l'établissement ont été envisagés pour répondre à la demande, mais la ville de Marseille, déjà très engagée sur d'autres dossiers (dont l'aménagement du lycée Périer), refusa d'y souscrire.
À partir de 1930, les effectifs explosèrent, avec plus de 900 élèves dans ses locaux. Une augmentation rapide qui s'expliquait par l'élévation sensible du taux de scolarisation féminine. Vînt ensuite l’extension progressive de la gratuité aux classes du second degré, qui privera l'établissement d’une partie de ses ressources (loi de finance 1930), ce qui engendra des difficultés à gérer et entretenir le lycée pour de nombreuses années.
C'était sans compter l'épreuve d'une nouvelle guerre (1939-45), où à la différence de celle de 1914-18, le lycée conservera la maîtrise de ses locaux.

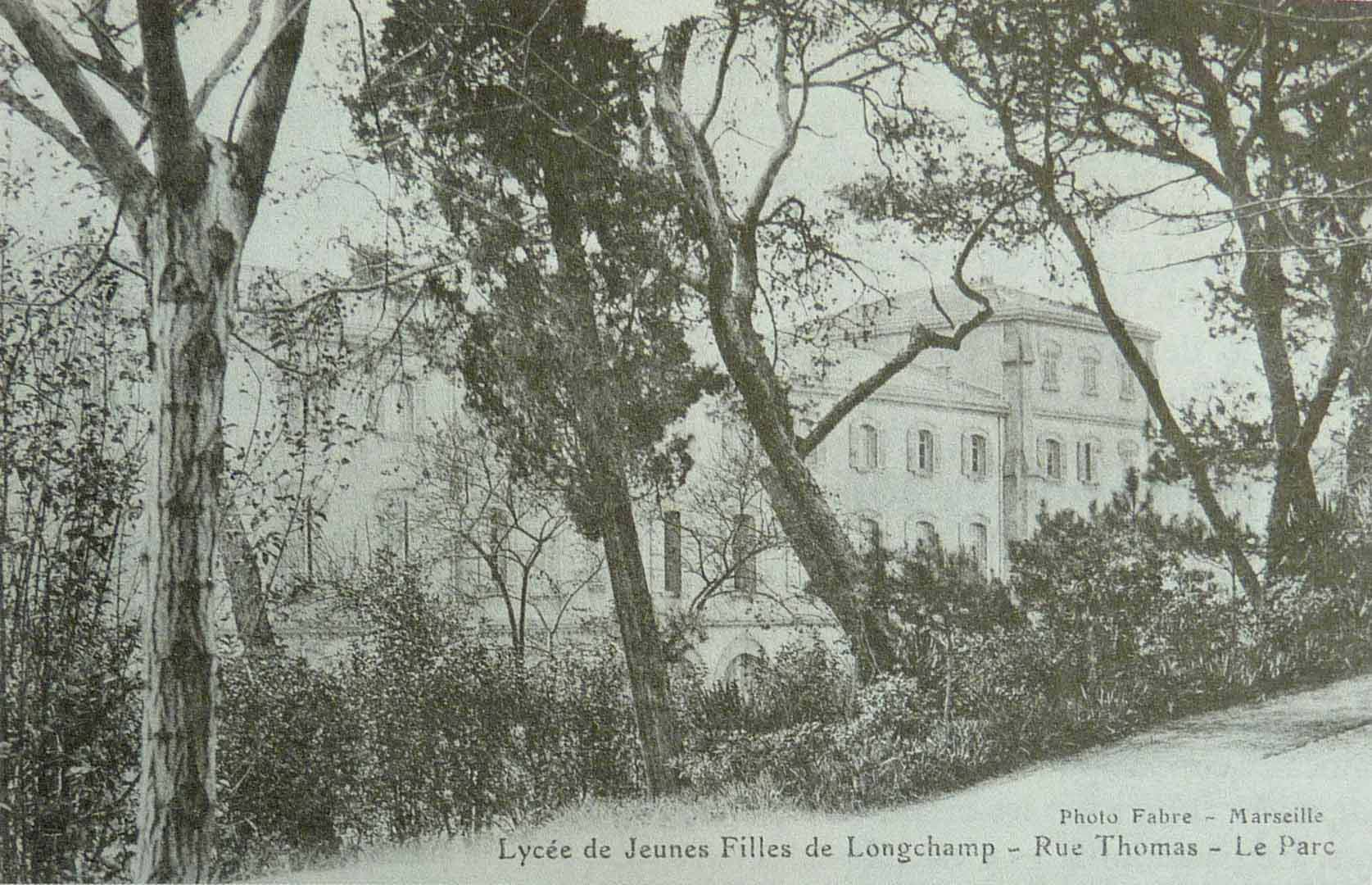
Carte postale du lycée Longchamp.

Pour des raisons de sécurité, de réguliers exercices étaient organisés, comme le port des masques à gaz ou les descentes dans les abris aménagés dans la cour de récréation (tranchées peu claires et aérées, mais qui sauvèrent des vies lors de bombardements).
Il servira mème temporairement de refuge aux garçons du lycée Saint-Charles, dont l'établissement avait été transformé en camp militaire, et abritera aussi les élèves de l’École normal d'institutrice d'Aix et une préparation à l'école normal supérieure.
C'est en 1978 que la mixité apparaît au lycée Longchamp, en même temps que celle-ci s'est progressivement installée au sein de nombreux établissements scolaires en France entre 1970 et 1980.

### Le temps du collège: depuis 1982

#### Années 1980-1990
Ce n'est qu'en 1982 que l'établissement devint enfin un collège, conformément à la loi Haby.
Les collégiens du quartier Longchamp et des alentours, bénéficièrent ainsi, pour s'instruire, d'un lieu privilégié au style classico-religieux et chargé de plus de 70 ans d'histoire.
Parmi les chefs d'établissements qui auront eu l'honneur et la joie de diriger ce collège, on notera particulièrement le cas de Monsieur Béranger, principal du collège durant les années 1990, et qui se sera tant accompli dans l'exercice de sa fonction, qu'il aura certainement été celui qui sera resté en poste le plus longtemps.
Ses anciens élèves auront certainement retenu de cet établissement, la présence :
- de sa vaste cour de récréation, avec sa dizaine de platanes, où raisonnaient les cris de joie et d'euphorie des élèves en relâche.
- de ses salles de Technologie, sur deux niveaux, où l'on fabriquait chaque année le nouveau gadget futuriste du moment.
- de son immense réfectoire B, où s'étiraient 2 longues séries de tables, où les élèves venaient se restaurer, la pause méridienne venue, dans un brouhaha frénétique.
- de son CDI, placé en plein cœur de l'ancienne chapelle, et qui était orné de voûtes en ogives au style gothique, qui lui donnaient tant de caractère.
- de son couloir administratif, qui s'étirait au pied de l'Aile Est, accessible depuis l'entrée des professeurs et où se regroupaient : le bureau du Principal, les secrétariats et l'intendance.
- de ses salles de sciences, regroupées au 1er étage et qui jouxtaient des laboratoires de S.V.T abritant des collections de fossiles et expériences en tout genre.
- de son second étage, dédié principalement aux langues vivantes.
- de son immense gymnase, à la façade habillée de tôle ondulée verte et qui surplombait : les vestiaires, les 2 salles de gymnastique ainsi que la vaste salle de permanence.
- et enfin, de sa richement boisée cour d'honneur, où les élèves se rendaient chaque année, pour la traditionnelle photo de classe.Collège Longchamp avant travaux.

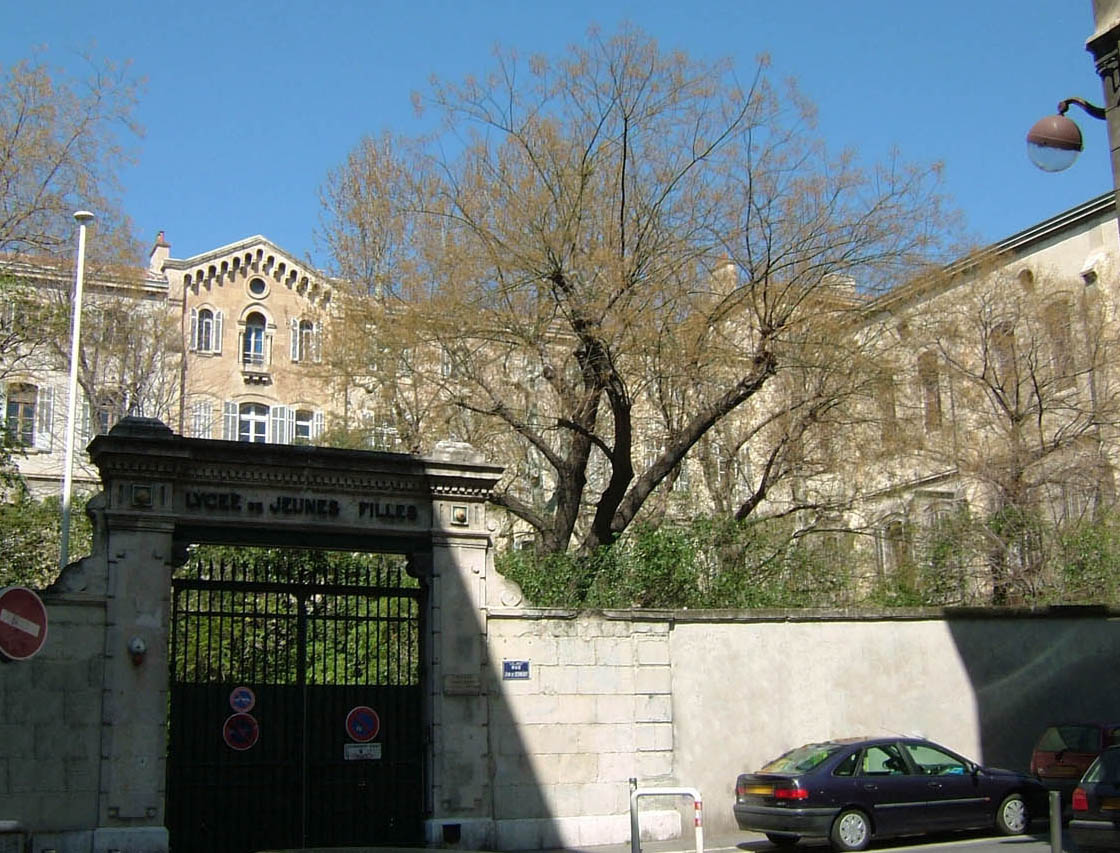
Collège Longchamp avant travaux.

La fin des années 1990 voit un Self moderne se construire au détriment des : salle de permanence, cantine, et Réfectoire B.

#### Années 2000
De 2007 à 2011, se déroula en plusieurs phases, une profonde restructuration de l'établissement, qui s'est faite au prix d'une démolition partielle des lieux. Ce travail de  reconstruction à la fois intérieur et extérieur, passa entre autres par :
- la refonte de la cour de récré, qui chapeaute maintenant un parking souterrain de 55 places,
- une fusion du CDI et de l'Aile des Sciences, qui donne lieu aujourd'hui à un Centre de Documentation et d'Orientation plus volumineux, avec la présence d'une Mezzanine.
- la démolition des bâtiments de Technologie et du terrain de lancer de poids, pour construire un grand Amphithéâtre en sous sol et un bâtiment des Sciences tout neuf, au-dessus.
- la réhabilitation de la cour d'honneur, avec un nouveau style très épuré, séparé des nombreuses essences d'arbres qui la parsemaient.

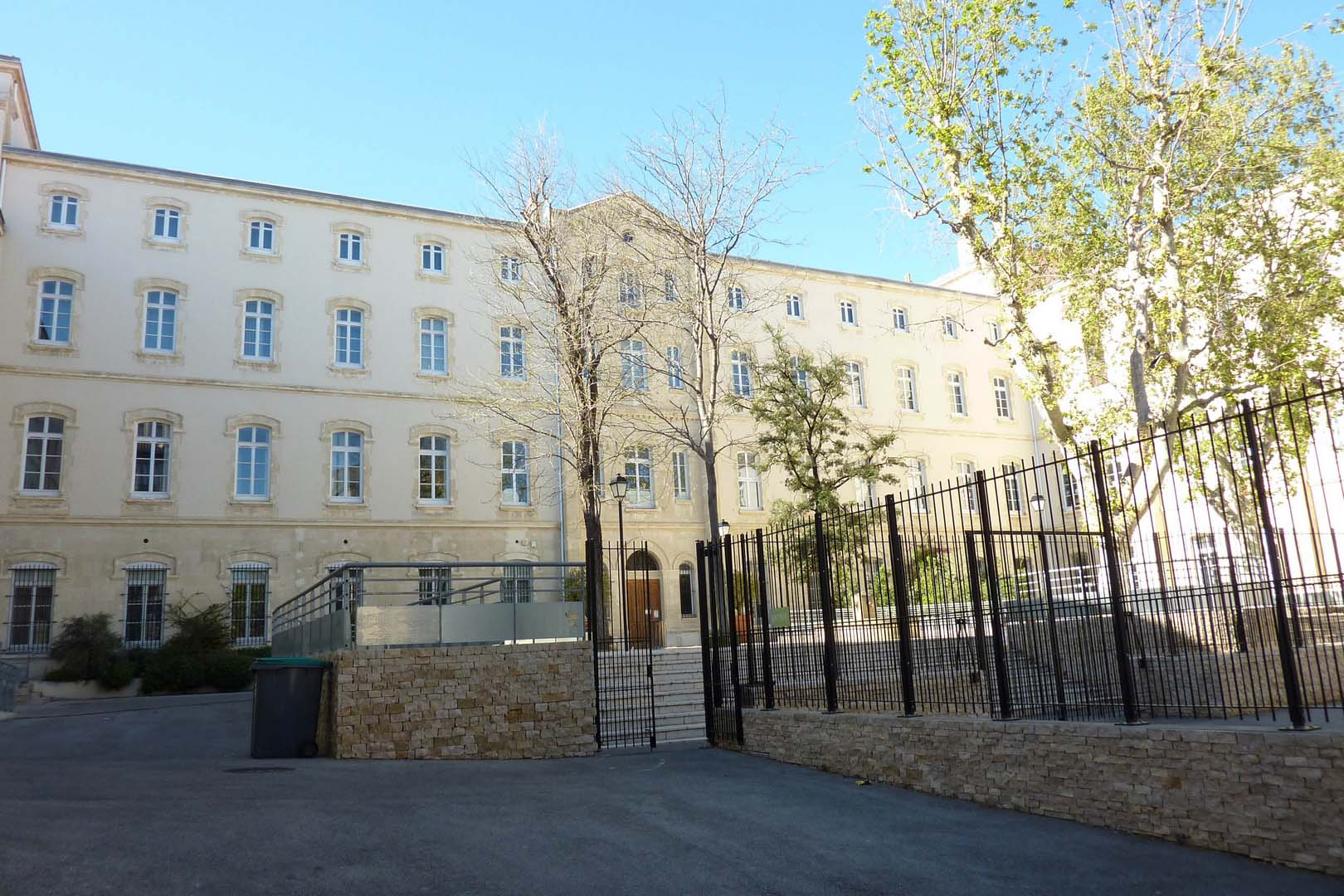
Nouveau Collège Longchamp

C'est donc une conséquente remise à jour du Collège qui aura été réalisé en 5 années de travaux intensifs, et aura permis d'accueillir les nouvelles générations de collégiens du secteur, dans des conditions de travail modernisées.